# 2024년 리우데자네이루 G20 정상회의
2024년 리우데자네이루 G20 정상회의(브라질 포르투갈어: Cimeira do G20 no Rio de Janeiro de 2024)는 2024년 11월 18일부터 2024년 11월 19일까지 브라질 리우데자네이루에서 열린 19번째 G20 정상회의이다.

## 같이 보기
- G20 정상회의 목록
- 2021년 로마 G20 정상회의